# Jaworska Wola
Jaworska Wola (prononciation : [jaˈvɔrska ˈvɔla]) est un village polonais de la gmina de Sienno dans le powiat de Lipsko de la voïvodie de Mazovie dans le centre-est de la Pologne.
Il se situe à environ 9 kilomètres au nord de Sienno (siège de la gmina), 14 kilomètres à l'ouest de Lipsko (siège du powiat) et à 121 kilomètres au sud de Varsovie (capitale de la Pologne).
Le village possède approximativement une population de 165 habitants en 2009.

## Histoire
De 1975 à 1998, le village appartenait administrativement à la voïvodie de Radom.